# ゴリツィア
ゴリツィア（イタリア語: Gorizia ( 音声ファイル)）は、イタリア共和国北東部のフリウリ＝ヴェネツィア・ジュリア州にある都市で、その周辺地域を含む人口約34,000人の基礎自治体（コムーネ）。ゴリツィア県の県都である。
スロベニアとの国境の都市で、スロベニアのノヴァ・ゴリツァとは双子都市の関係にある。

## 名称
Gorizia は /ɡoˈriʦʦja/ と発音される。
日本語文献では「ゴリツィア」のほか、「ゴリーツィア」とも記される。
標準イタリア語以外の言語では以下の名を持つ。
- フリウリ語標準語: Gurize [6][7]
- フリウリ語ゴリツィア方言 (it) : Guriza [7]
- スロベニア語: Gorica（ゴリツァ）[8]
- ドイツ語: Görz（ゲルツ）

## 地理

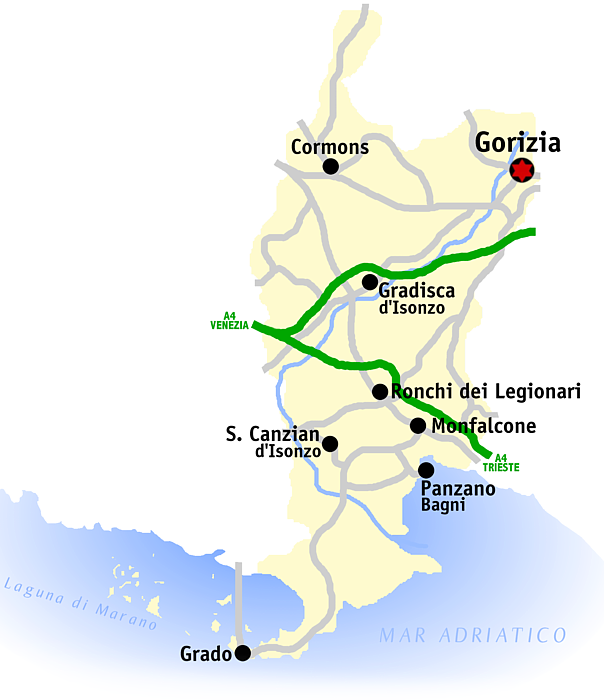
ゴリツィア県概略図

### 位置・広がり
ゴリツィア県東北端に所在するコムーネで、イゾンツォ川の流域であるヴィパーヴァ谷 (Vipava Valley) の中心都市である。中心街はイゾンツォ川の左岸（東岸）にあり、ウーディネの東南東33km、州都トリエステの北北西35kmに位置する。
コムーネとしてのゴリツィアの領域はイゾンツォ川の両岸にまたがっている。

#### 隣接コムーネ
隣接コムーネ（およびスロベニアの基礎自治体）は以下の通り。括弧内のSLOはスロベニア領を示す。
| - ブルダ (Collio) (SLO) - 北 - ノヴァ・ゴリツァ (SLO) - 東 - シェンペテル＝ヴロトイバ (San Pietro-Vertoiba) (SLO) - 南東 - サヴォーニャ・ディゾンツォ - 南 - ファッラ・ディゾンツォ - 南西 - モッサ - 西 - サン・フロリアーノ・デル・コッリオ - 北西 |

### 地勢
市域の中央を北東から南西へイゾンツォ川が流れる。北部には山脈が位置しており、市域最北端にある国境の山・サボティノ山（Monte Sabotino、スロベニア語名: サボティン山、609m）は、ゴリツィア県の最高峰である。北側にそびえる山脈は、この周辺地域に強い影響を与える局地風ボーラからゴリツィアを守っており、穏やかな気候をもたらしている。
市域北東部、イゾンツォ川右岸（北西岸）側にはコッリオ (it:Collio (territorio)) の丘陵地帯が広がるが、市域南東部およびイゾンツォ川左岸（南東岸）側はおおむね平坦な地勢である。

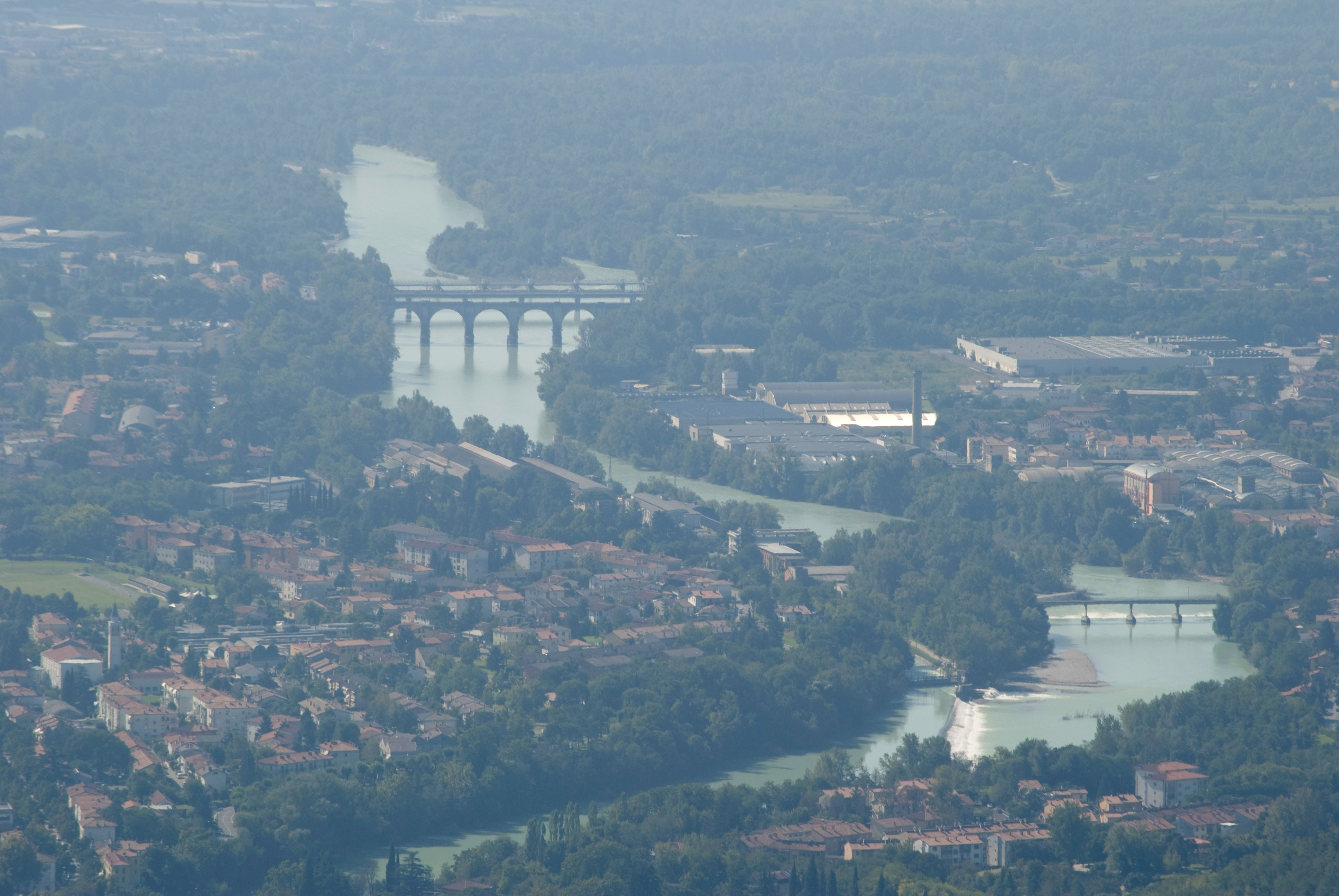
ゴリツィア市内を流れるイゾンツォ川
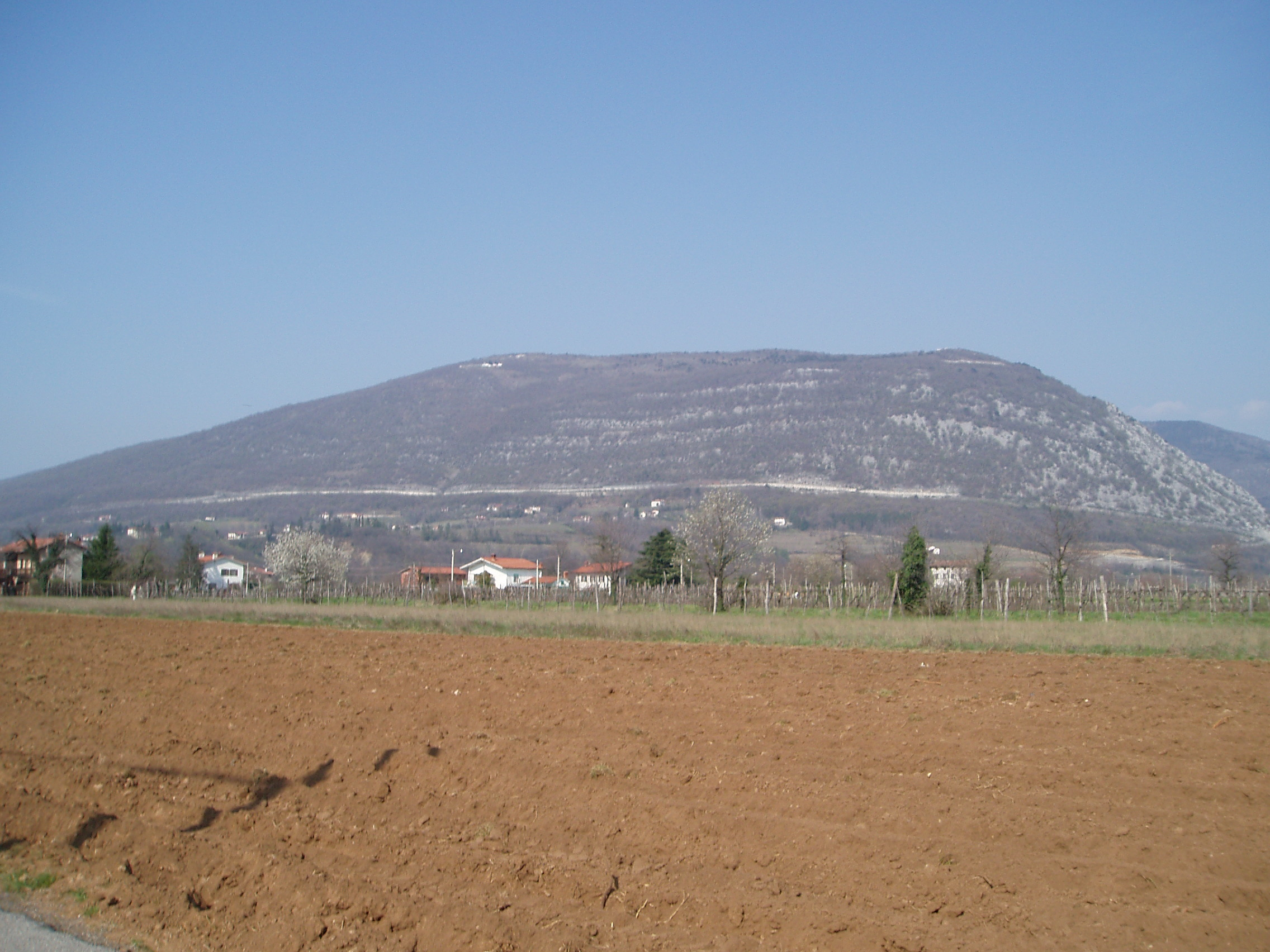
ゴリツィアから見たサボティノ山

### 気候分類・地震分類
気候分類 (it) および度日は、zona E, 2333 GGである。地震リスク階級 (it) は、zona 2 (sismicità media) に分類される。

### 主要な都市・集落
中心市街はイゾンツォ川の左岸（東岸）にある。鉄道線路に沿って国境線が引かれている。
イゾンツォ川西岸（右岸）には南部にルチニーコ（Lucinico）、北部にはオスラヴィア（Oslavia）などの分離集落がある。

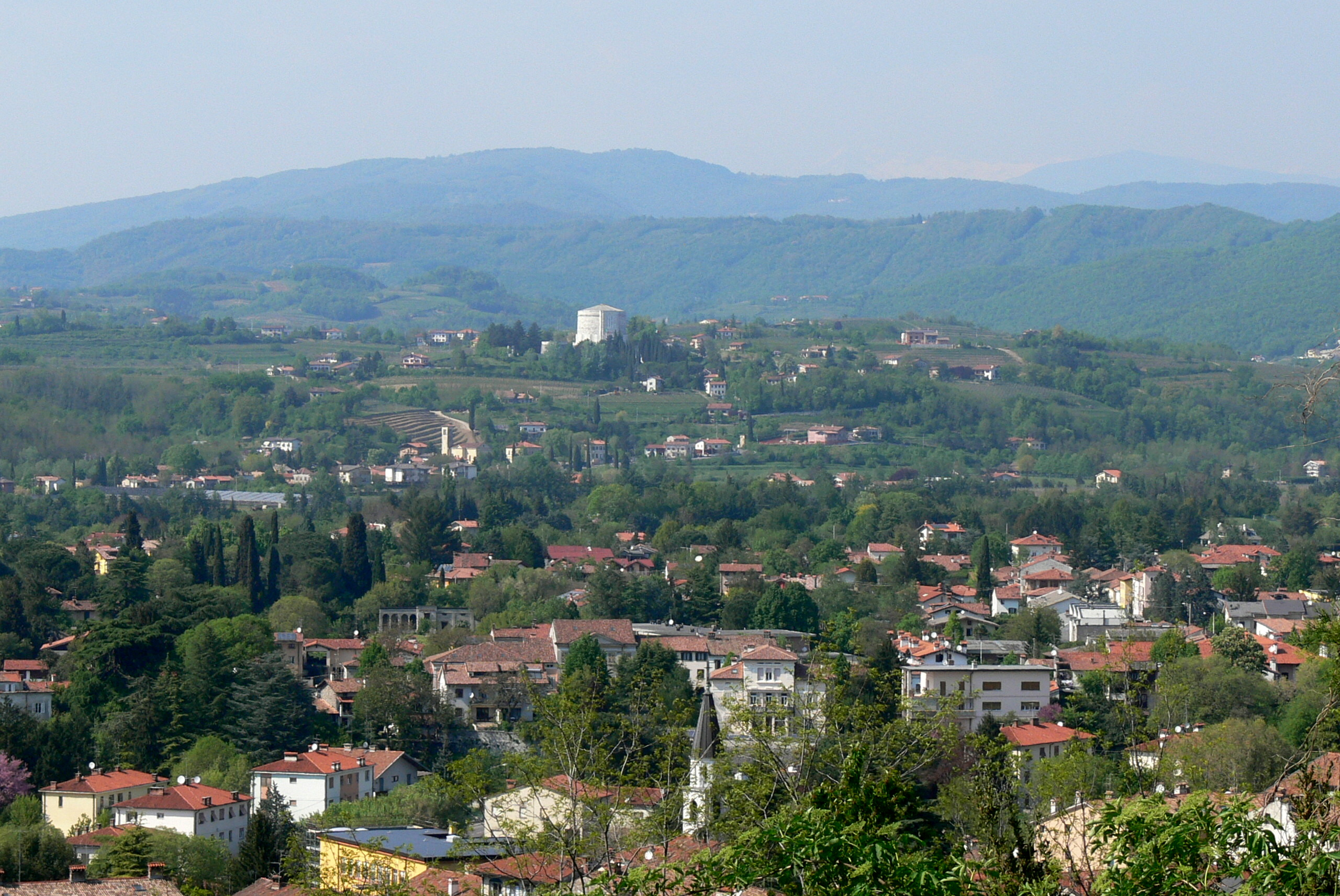
ゴリツィア城から西北、オスラヴィア方面の眺望
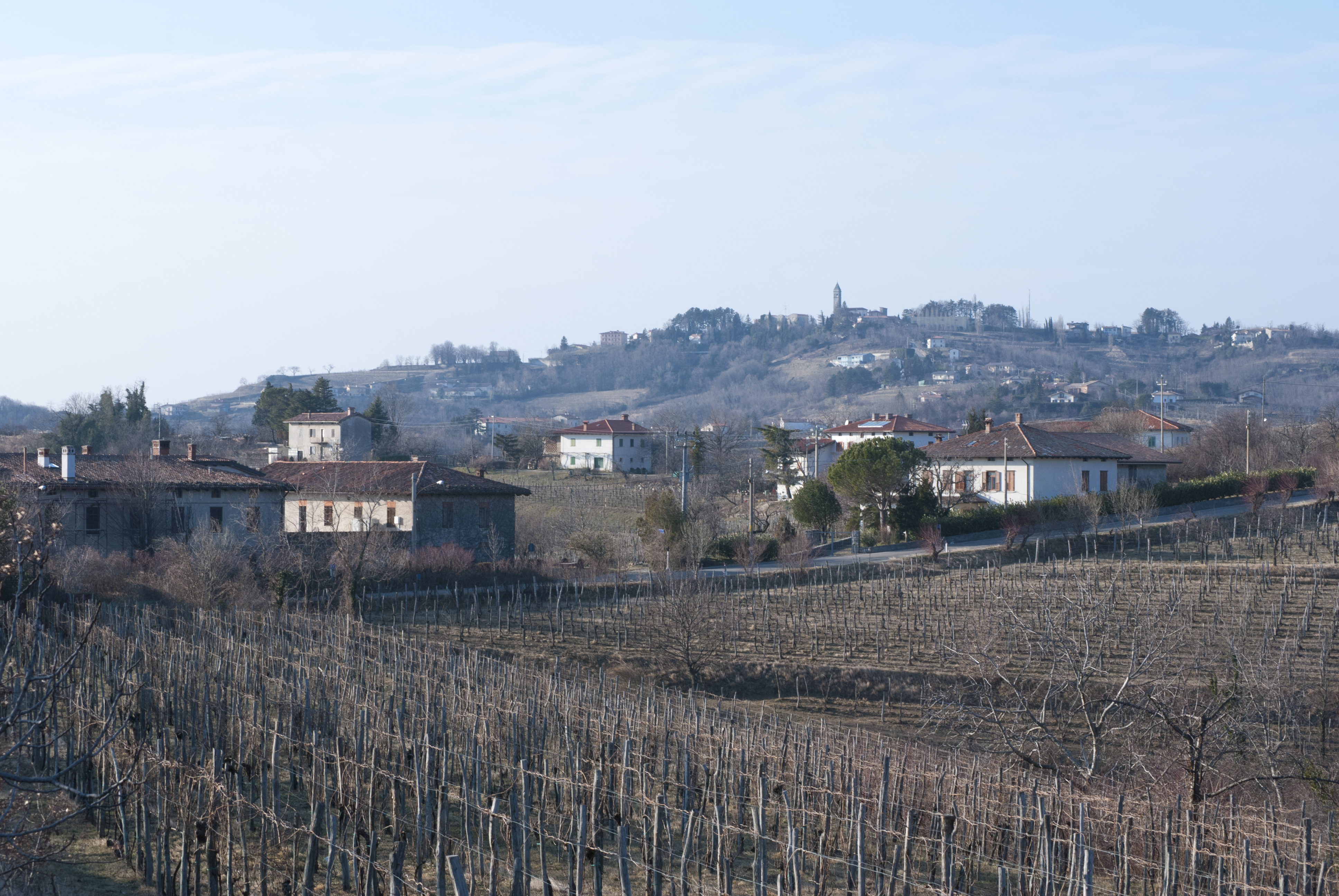
オスラヴィアのブドウ園
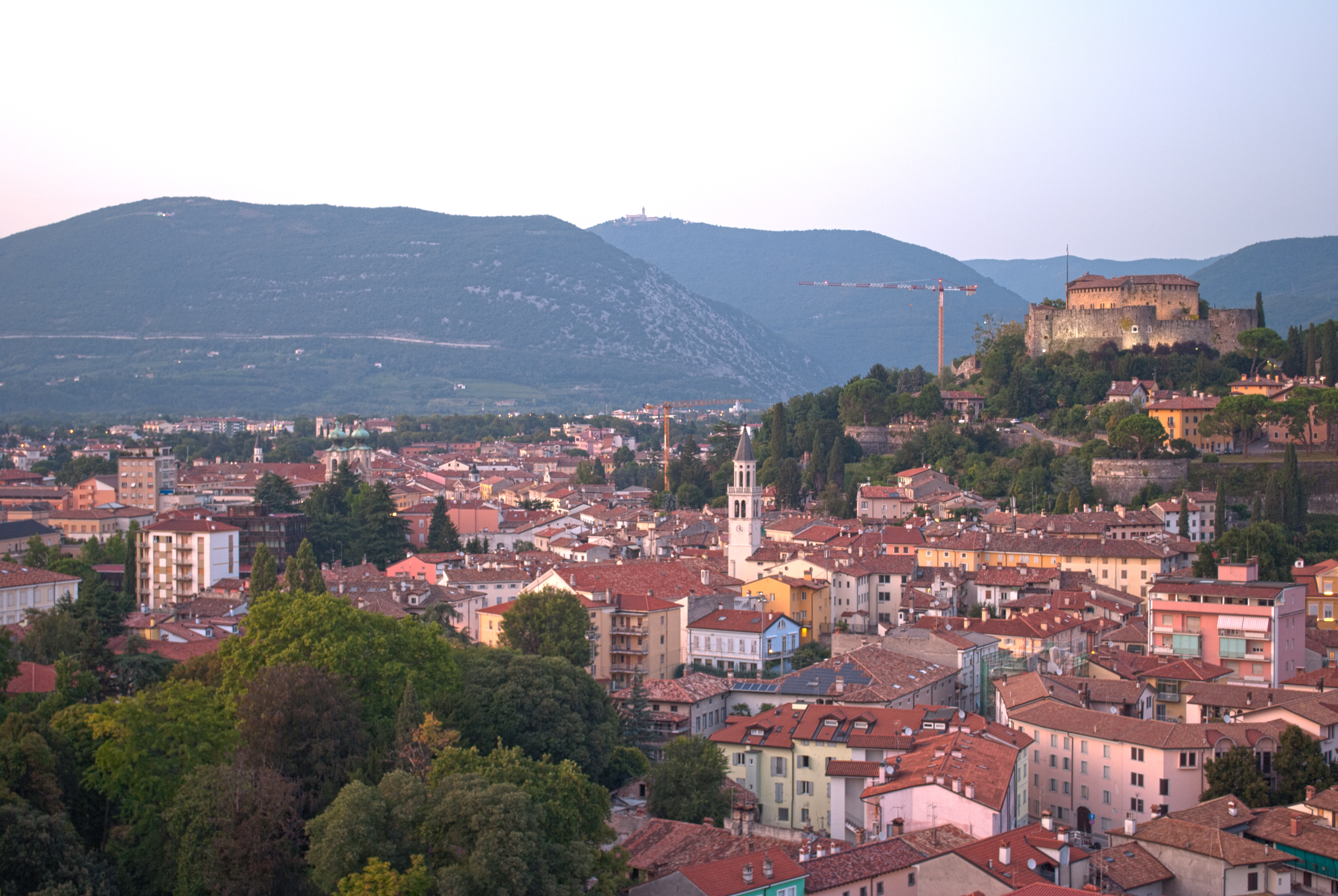
ゴリツィア城と町並み

## 歴史

### 中世

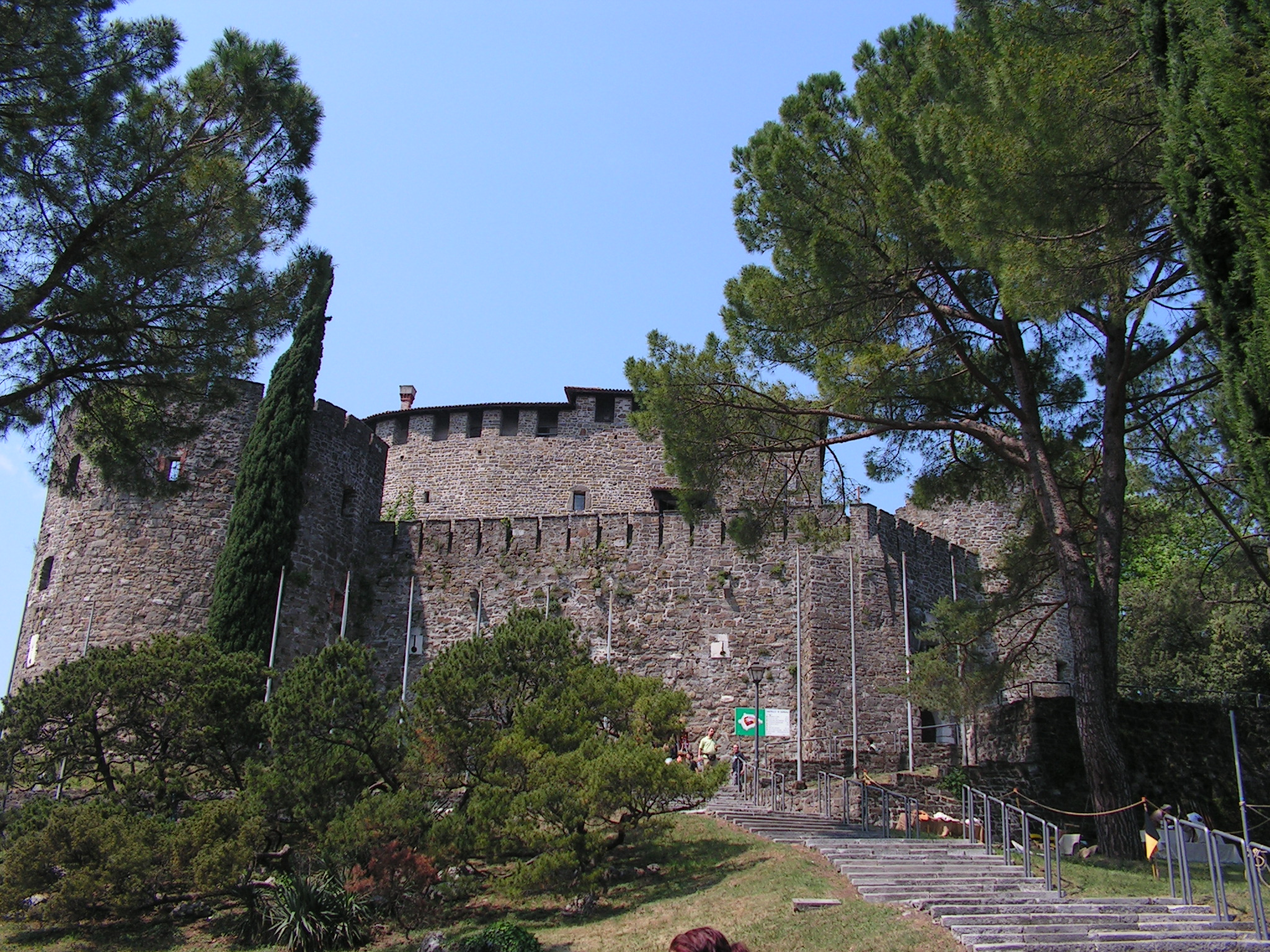
ゴリツィア城

イゾンツォ川沿いのこの地は、アクイレイアとエモナ（現：リュブリャナ）を結ぶローマ時代の街道, ポストゥミア街道にも程近く、記録に残る以前から物見櫓や城砦などがあったと思われる。歴史的にスロベニア人が多く住む地域 (Slovene Lands) であり、ゴリツィアという地名もスロベニア語で「小山」を意味する gorica に由来すると考えられている。
「ゴリツィア」の名が記録に最初に現れたのは、1001年4月28日の日付が記載された神聖ローマ皇帝オットー3世の文書である。オットー3世が、サルカノ城と城下にあった荘園を、アクイレイア総司教ヨハネスとフリウリのエプシュタイン家（のちにバイエルンの宮宰を世襲する一族）に分け与えたこの文書で、"Villa quae Sclavorum lingua vocatur Goriza"（スラブの言葉で「ゴリツァ」と呼ばれる村）が登場する。
11世紀以降、この町は2つの地域に分かれて発展した。上手にある「城」の一帯は政治的・行政的な役割を果たし、「村」は地方交易を担う役割を果たした。12世紀から16世紀初頭にかけて、町はゴリツィア伯国 (County of Gorizia) の政治的・行政的な中心であり、伯国の最盛期には今日のゴリシュカ (Goriška) 、フリウリ東南部、クラス地方、中部イストリアから東チロルまでの地域の首都であった。

### ハプスブルク家による統治

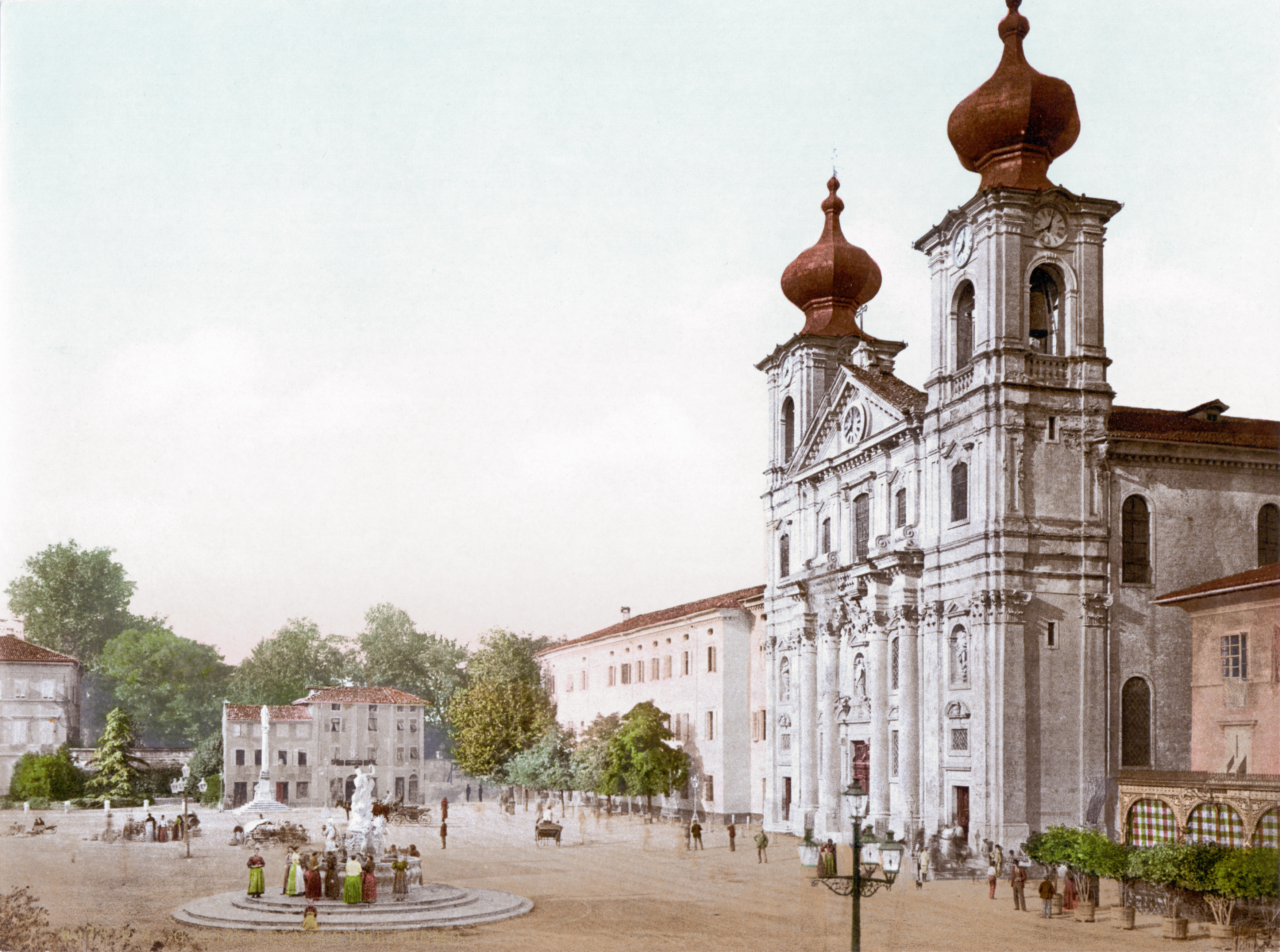
聖イグナチオ・ロヨラ教会（1900年頃の様子）

1500年、ゴリツィア伯爵家の継承者が絶え、ゴリツィア伯（ゲルツ伯）の称号と領地はハプスブルク家のマクシミリアン1世のものとなった。その後、ヴェネツィアによる占領（1508年 - 1509年）もあったが、ゴリツィアの町はハプスブルク君主国による統治の下で発展を遂げた。町並みはゴリツィア城の下まで拡大し、北イタリアから移り住んできた人々が商業活動を始めた。ゴリツィアは様々な民族の暮らす町であり、フリウリ語、ヴェネト語、ドイツ語、スロベニア語が話された。
16世紀半ば、ゴリツィアは宗教改革におけるプロテスタントの中心地の一つとして注目された。スロベニア人の有名な宗教改革者プリモシュ・トルバル (Primož Trubar) も、この町を訪れて説法を行っている。しかしながら16世紀末、当地の修道院長であったヤネス・タヴチャル（Janez Tavčar、のちのリュブリャナ司教）によって対抗宗教改革が推進され、カトリック側の巻き返しが行われた。タヴチャルが当地に誘致したイエズス会は、その後のゴリツィアの教育と文化に大きな影響を及ぼすことになる。イエズス会初代総長の名を冠した聖イグナチオ・ロヨラ教会 (it:Chiesa di Sant'Ignazio (Gorizia)) は、17世紀半ばに建築が開始され、約100年をかけて完成した。

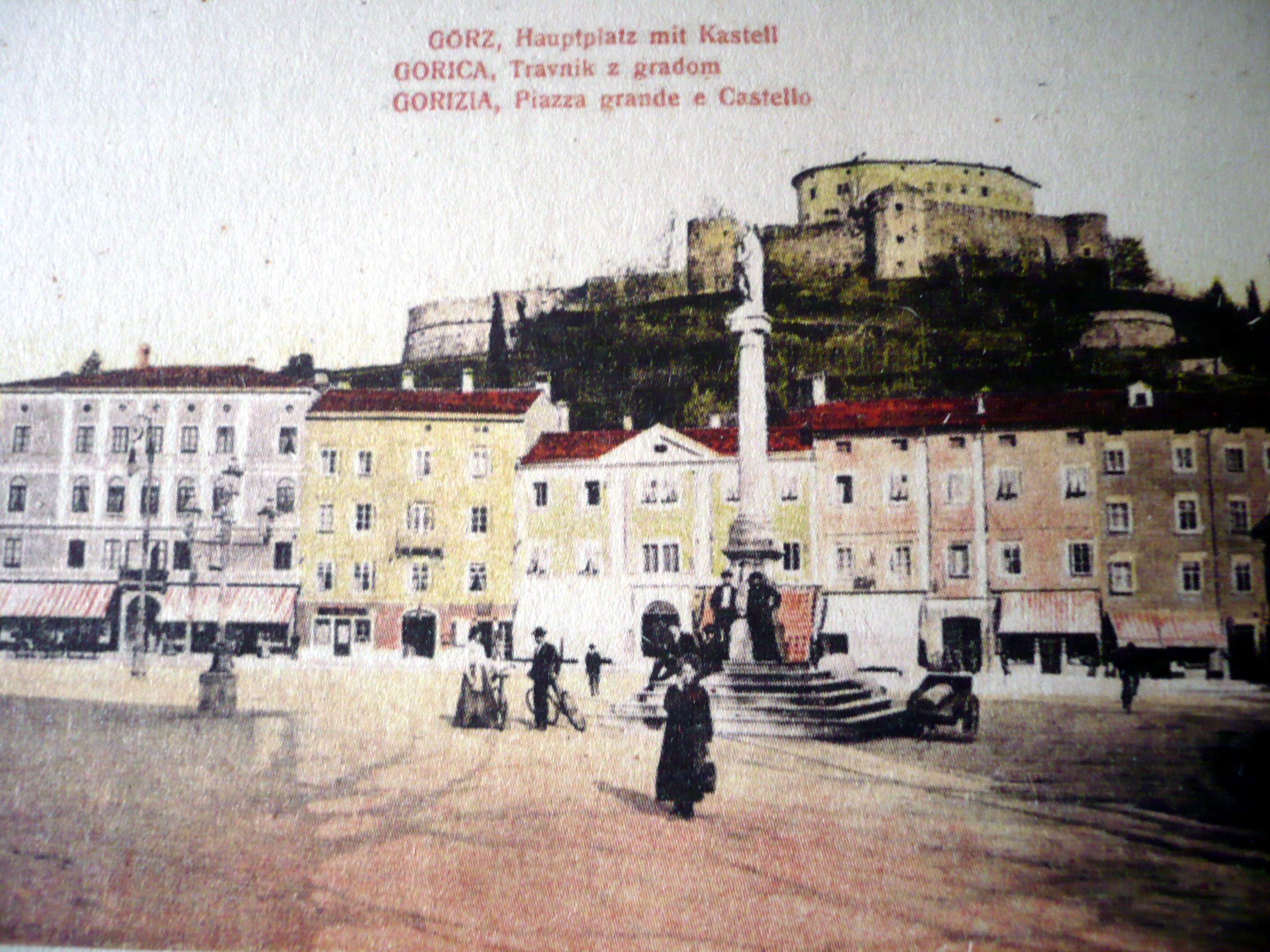
ゴリツィアの町並み（19世紀末）

1751年、アクイレイアの総大司教座 (Patriarchate of Aquileia) が解体された際、ゴリツィアに大司教区 (Roman Catholic Archdiocese of Gorizia) が置かれ、ハプスブルク君主国におけるカトリックの宗教行政の中心の一つとなる。ゴリツィア大司教区は、北はドラーヴァ川、東はコルパ川までを管轄地域とし、大司教区内にはトリエステやトレント、コモ、ペデナの各司教区が所属していた。大聖堂を中心とした新しい街区が整備され、大聖堂にはかつてアクイレイアの教会堂に収められていた文化財が移されてきた。町には典型的な後期バロック様式の邸宅群が数多く建てられ、特徴的な景観を作り上げた。また、市壁の中にユダヤ教のシナゴーグが建設されたことは、多民族性に対して比較的寛容だったこの町の気風を語るものである。

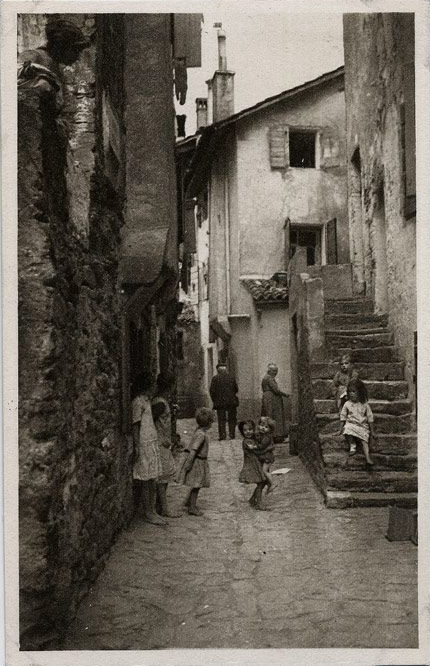
ゴリツィアの街。Cecile Machlup（1868–1938年）撮影。

ナポレオン戦争中、1805年にはイタリア王国の一部に、1809年にはイリュリア州の一部に編成され、1813年までフランスの支配下に置かれた。ハプスブルク君主国の統治下に復すと、ゴリツィアを含む「ゲルツ伯領」はオーストリア帝国を構成するイリュリア王国 (Kingdom of Illyria) の一部となった。この時期、ゴリツィアはオーストリアの上流階級の間では夏の滞在地として知られるようになり、「オーストリアのニース」として呼ばれた。この地の住人にはフランス七月革命で王位を追われたブルボン家の人々もあり、ブルボン朝最後の王であったシャルル10世もこの地で終焉を迎え、埋葬されている（墓地のある受胎告知教会は、現在ノヴァ・ゴリツァ側に属する）。「諸国民の春」と呼ばれた1848年の革命も、周辺地域とは異なりゴリツィアの町にはほとんど影響を与えず、「静かで王家に忠実な地方都市」との世評を再確認させることになった。
1849年、「ゴリツィア伯国」はトリエステやイストリアを含むキュステンラントに属することとなった。1861年、「ゲルツ伯領」は「ゲルツ・グラディスカ公国」 (Gorizia and Gradisca) に再編され、自治権が認められた。
この時期のゴリツィアの町は、中心部ではイタリア語、ヴェネツィア語、フリウリ語、ドイツ語、スロベニア語が行き交う多民族都市であり、郊外にはフリウリ人・スロベニア人の暮らしが広がっていた。1910年のオーストリアの国勢調査によると、ゴリツィアの人口2万9291人のうち、イタリア語・フリウリ語を母語とする者が50.6%、スロヴェニア語を母語とする者が36.8%、その他スラブ系言語を母語とする者が1.3%、ドイツ語を母語とする者が11.1%であった。また、ユダヤ教の信仰を持つ者が0.9%いた。イタリア人とフリウリ人・スロベニア人の間には緊張もあったと記録されてはいるが、第一次世界大戦の勃発までゴリツィアの町は比較的寛容であり、イタリア人・フリウリ人およびスロベニア人の文化がともに花開いていた。

### イタリア王国による統治

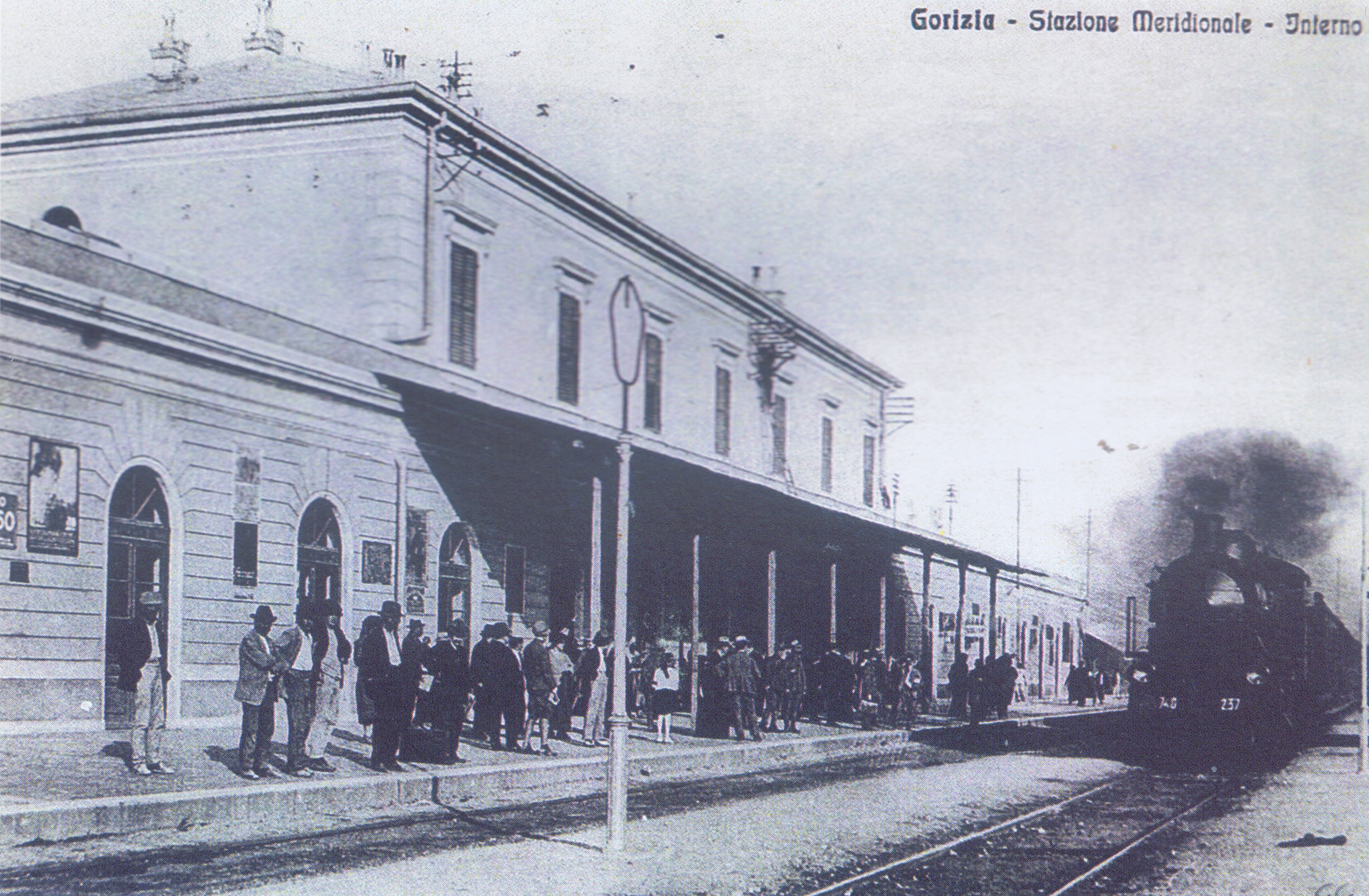
ゴリツィア中央駅（1920年頃）

ゲルツ伯領を含むキュステンラントは、イタリア側からは「未回収のイタリア」の一部とみなされ、「ヴェネツィア・ジュリア」と呼ばれた。1915年4月、イタリア王国と三国協商の間で「未回収のイタリア」のイタリア帰属を取り決めた秘密協定（ロンドン条約）が結ばれると、1915年5月23日にイタリアは協商国側として第一次世界大戦に参戦。イゾンツォ川流域の支配をめぐってイタリアとオーストリアが争う、イゾンツォの戦い（イタリア戦線の一部）と呼ばれる激戦が展開された。ゴリツィアは1916年にイタリアに占領されるが、翌1917年にオーストリアが奪回。1918年11月3日、ヴィラ・ジュスティ休戦協定が締結されてイタリア戦線の戦いは決着し、ロンドン条約に沿ってイタリアがゴリツィアを占領した。イタリアは、ヴェネツィア・ジュリア総督の暫定的な統治の下に置いた。
1920年に結ばれたラパッロ条約とサン・ジェルマン条約により、ゴリツィアは正式にイタリアに併合された。当初は旧ゲルツ・グラディスカ公国全域を管轄するゴリツィア県 (it:Provincia di Gorizia (1919-1923)) が置かれたが、1923年に県の分割が行われ、1924年にはゴリツィア県とウーディネ県が合併してフリウリ県（県都: ウーディネ）が編成されてこれに属する都市となった。1927年、ヴェネツィア・ジュリア州にゴリツィア県 (it:Provincia di Gorizia (1927-1943)) が再設置され、ゴリツィアは再びその県都となった。
1922年に発足したムッソリーニ政権下、スロベニア人の民族団体は解散させられ、公的な場でのスロベニア語の使用も抑圧された。多くのスロベニア人は、ユーゴスラビア王国や南米（特にアルゼンチン）へと逃れていった。また、抑圧に対抗してスロベニア人の地下組織が作られ、反ファシズムの運動として、時にはスロベニアの民族統一主義の運動が展開された。
第二次世界大戦下の1941年4月、ナチス・ドイツやイタリアなどの枢軸国軍がユーゴスラビア侵攻を行うと、隣接するゴリツィア県地域もその影響を受けた。スロベニア人たちを含むユーゴスラビアのパルチザンはこの戦争をユーゴスラビア人民解放戦争として戦った。1943年9月、イタリア王国が連合国に単独降伏すると、町はスロベニア人パルチザンによって解放されたが、間もなくドイツ軍によって占領された。ドイツ軍はこの地域をアドリア海沿岸作戦地域 (Operational Zone Adriatic Coast) とした。

### 第二次世界大戦後

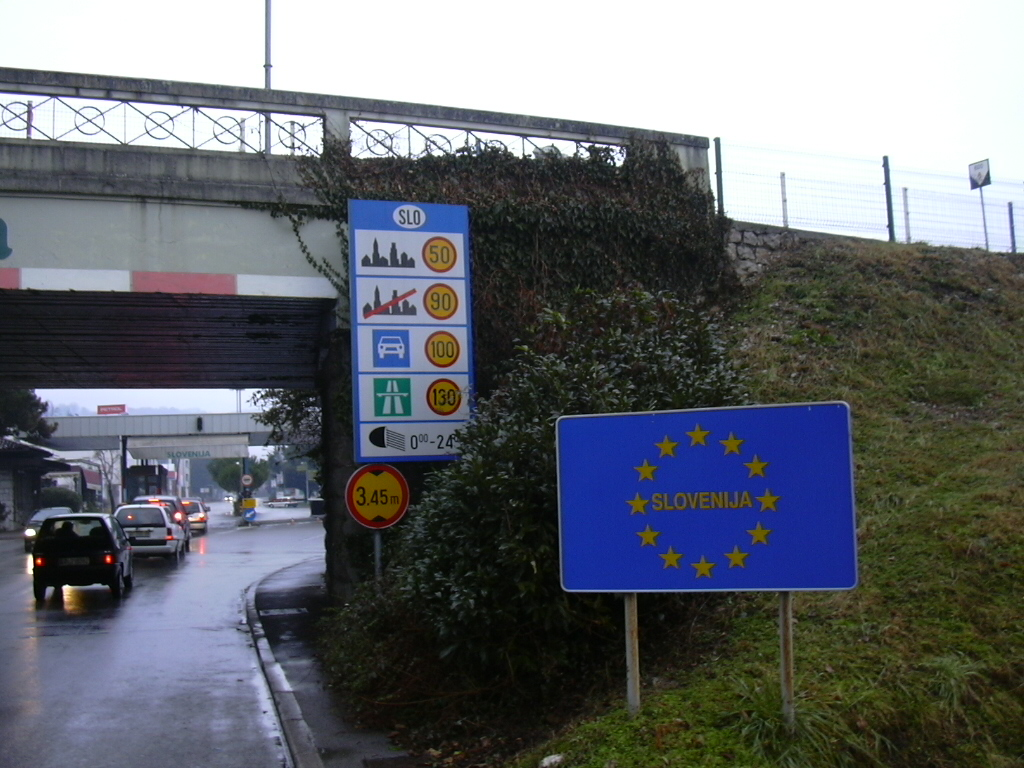
ゴリツィアとノヴァ・ゴリツァの間の、かつての国境チェックポイント（2006年）

第二次世界大戦後、ゴリツィアは、ユーゴスラビア・パルチザンによる占領（1945年5月～6月）を経て、イタリア戦線を北上してきた英米連合国軍の軍政下に入った。1947年9月15日正式にイタリアの施政下に戻ることになった。このとき、ゴリツィア県の大部分（シェンペテル＝ヴロトイバなど）がスロベニア（ユーゴスラビア社会主義連邦共和国）に割譲され、ゴリツィアの市域も分割された。ゴリツィア市街付近において、国境線はオーストリア＝ハンガリー帝国の首都ウィーンとを結んでいたトランザルピン鉄道（現・ボヒニ鉄道） (Bohinj Railway) に沿って走っており、同路線のゴリツィアの駅（現在はノヴァ・ゴリツァ駅 (Nova Gorica railway station) ）の駅舎はスロベニア側に属している。ゴリツィアは「国境の町」であるが、スロベニア（ユーゴスラビア）側は分割後に発展した地域である。スロベニア側の新都市ノヴァ・ゴリツァ（新ゴリツィア）の建設は1948年に始められた。
冷戦下、異なる体制によって都市が分断された状況から、ゴリツィアがベルリンになぞらえられることもあったが、ゴリツィアをめぐってイタリアとユーゴスラビアは良好な関係を保った。両国の調和と協調の象徴であった文化・スポーツ交流行事は、ユーゴスラビア社会主義連邦共和国解体まで続けられた。
1991年のユーゴスラビア解体後、国境の向こう側はスロベニアとなった。2007年12月21日、スロベニアがシェンゲン協定に加わったことで、国境は往来を妨げるものではなくなった。

## 行政

### 分離集落
ゴリツィアには、以下の分離集落（フラツィオーネ）がある。
- Lucinico, Oslavia, Piuma, San Mauro [12]

## 社会

### 産業・経済
地中海性の穏やかな気候から、人気のあるリゾート地である。

### 人口

#### 居住地区別人口
国立統計研究所（ISTAT）は居住地区（Località abitata）別の人口として以下を掲げている。統計は2001年時点。
| 地区名            | 標高   | 人口   | 備考                                         |
| ----------------- | ------ | ------ | -------------------------------------------- |
| GORIZIA           | 39/609 | 35,667 |                                              |
| GORIZIA *         | 84     | 35,105 | モッサの Mossa 地区に連続                    |
| Case dell'Eremita | 64     | 13     |                                              |
| Case Noris        | 128    | 16     |                                              |
| Costa Bona        | 92     | 17     |                                              |
| Gardisciuta       | 104    | 11     |                                              |
| Lenzuolo Bianco   | 173    | 13     |                                              |
| Mainizza          | 39     | 8      | ファッラ・ディゾンツォの Mainizza 地区に連続 |
| Via Gregorcic     | 54     | 12     |                                              |
| Villa Vasi I      | 205    | 21     |                                              |
| Villa Vasi II     | 191    | 22     |                                              |
| Case Sparse       | -      | 429    |                                              |
| Zona Contestata   | 54/55  | -      | 境界未画定地域                               |
| SAVOGNA D'ISONZO  | 49     | -      | サヴォーニャ・ディゾンツォとの境界未画定地域 |

- ISTATは人口統計上、家屋密度の高い centro abitato（居住の中心地区）、密度の低い nucleo abitato（居住の核となる地区）、まとまった居住地区を形成していない case sparse（散在家屋）の区分を用いている。上の表で地名が全て大文字で示されているものが centro abitato である。「*」印が付されているのは、コムーネの役場・役所 la casa comunale の置かれている地区である。

## 文化・観光
この町は、歴史的にスロベニア人の多く住む地域であり、また16世紀以来、約400年にわたりオーストリア・ハプスブルク家の統治下にあった。
2025年の欧州文化首都に選定されている。

### 食文化
ゴリツィアの料理 (it:Cucina goriziana) や菓子にも、イタリア以外の様々な文化の影響を受けたものが見られる。
また、ワインの産地としても知られる。原産地統制呼称（DOC）により、ゴリツィア周辺で生産されたワインのみが「コッリョ・ゴリツィアーノ」（Collio Goriziano）と称することができる。コッリョ・ゴリツィアーノには、白ワイン (it:Collio Goriziano bianco) 、赤ワイン (it:Collio Goriziano rosso) などの種類がある。

### 文化遺産
ゴリツィア城
中世に建設されたゴリツィア城 (it:Castello di Gorizia) は、かつてゴリツィア伯爵の行政・司法権力の象徴であった。城の区画は Corte dei Lanzi（16世紀に建てられた高い塔がある）、 Palazzetto dei Conti（13世紀）、Palazzetto Veneto の3つに分けられる。 Lanzi は「武装した衛兵」を意味し、ランツクネヒトのイタリア版である。聖バルトロメオの名を持つ宮廷礼拝堂には、ベネツィア派の絵画やルネサンス期のフレスコ画が収められている。また、ここにはゴリツィア中世博物館がある。
ゴリツィア大聖堂
ゴリツィアの大聖堂 (it:Duomo di Gorizia) は、もともと14世紀に建設されたが、その後改修を経ている。市内の多くの建物と同様、第一次世界大戦で大部分が破壊された。現在の大聖堂は、1682年に建てられた様式に基づいて再建されたバロック様式の教会堂で、スタッコによる装飾がされている。ゴシック様式の礼拝堂が身廊に附属している。
聖イグナチオ・デ・ロヨラ教会
イグナチオ・デ・ロヨラ教会 (it:Chiesa di Sant'Ignazio (Gorizia)) は、イエズス会によって1680年に工事が開始され、1725年に完成した。内陣にはイグナチオ・ロヨラの栄光を讃える絵画がある。
ゴリツィアのシナゴーグ
ゴリツィアのシナゴーグ (it:Sinagoga di Gorizia) は、1756年に建設された。
クロンベルク宮殿
クロンベルク宮殿（Palazzo Cronberg）には、七月革命でフランスを追われたブルボン家の人々が住んだ。
- 市街よりゴリツィア城を眺める
- 聖イグナチオ教会
- 城の丘にある聖霊教会
- クロンベルク宮殿

### 文化行事
- セギッツィ国際音楽コンクール　Concorso «Cesare Augusto (C.A.) Seghizzi»

合唱の国際コンクール・ヨーロッパ合唱グランプリ (European Grand Prix for Choral Singing) を構成する大会の一つ。

## 姉妹都市
- クラーゲンフルト（オーストリア）
- リンツ（オーストリア）
- フェンロー（オランダ）
- ザラエゲルセグ（ハンガリー）

## 交通

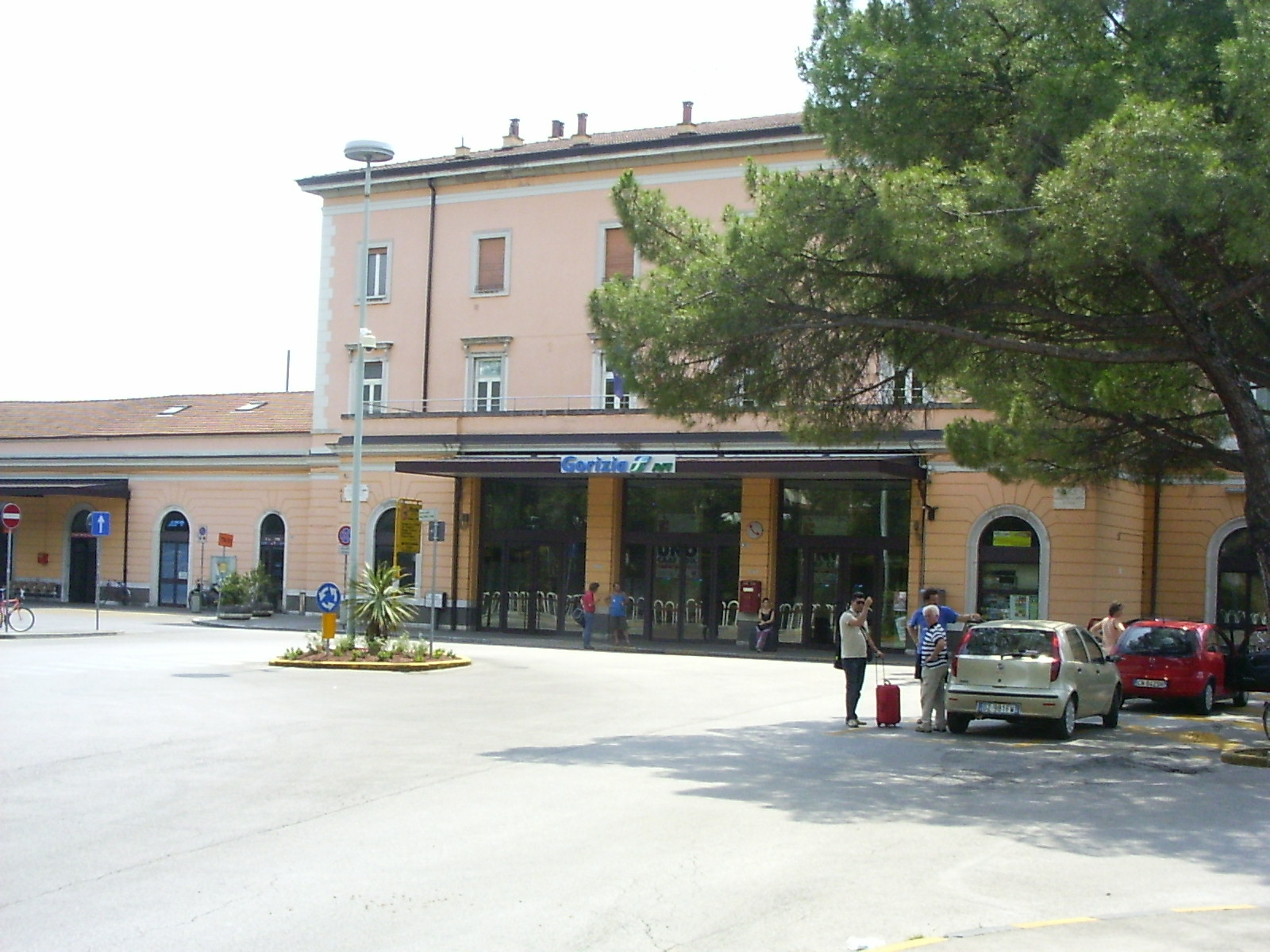
ゴリツィア中央駅

ゴリツィア＝ノヴァ・ゴリツァ線

### 鉄道
- ウーディネ＝トリエステ線
  - ゴリツィア中央駅  (it:Stazione di Gorizia Centrale)

- ゴリツィア＝ノヴァ・ゴリツァ線  (it:Ferrovia Nova Gorica-Gorizia) 
  - ゴリツィア中央駅

### 道路
高速道路
- RA17  (it:Raccordo autostradale RA17)

国道
- SS55  (it:Strada statale 55 dell'Isonzo)
- SS56  (it:Strada statale 56 di Gorizia)
- SS351  (it:Strada statale 351 di Cervignano)
- SS356  (it:Strada statale 356 di Cividale)
- NSA55 (it:Strada di Osimo)

## 人物

### 著名な出身者
- グラツィアーディオ・アスコリ - 19世紀-20世紀初頭の言語学者
- ユリウス・クーギー（英語版） - 19世紀-20世紀の登山家・著作家
- カルロ・ミケルシュテッター（英語版） - 20世紀初頭の作家・哲学者
- ロドルフォ・リピツァー - ヴァイオリニスト・指揮者。その名を冠したヴァイオリン・コンクールがある。
- カルロ・ルビア - 物理学者（ノーベル物理学賞受賞）
- エドアルド・レヤ - サッカー選手・監督
- ファウスト・ロミテッリ - 作曲家
- マテイ・チェルニック - バレーボール選手
- エリーザ・トグット - バレーボール選手
- アントニオ・ロッタ- 19世紀末の画家

### ゆかりの人物
- シャルル10世 - フランス王（在位：1824年 - 1830年）。当地に亡命し、当地で没した。